# Lethus maya
Lethus maya är en insektsart som beskrevs av Rehn, J.A.G. och J.W.H. Rehn 1934. Lethus maya ingår i släktet Lethus och familjen Episactidae.

## Underarter
Arten delas in i följande underarter:
- L. m. maya
- L. m. amrami